# Arnaldo Amaral
Arnaldo Augusto do Amaral Filho (Rio de Janeiro, 10 de agosto de 1912 - Rio de Janeiro, 5 de março de1970) foi um cantor, locutor, produtor e ator brasileiro.
Começou sua carreira, a contragosto do pai, que o queria cursando direito, no programa radiofônico na Rádio Guanabara e depois integrou o cast de cantores do Programa Casé; em 1933 gravou seus três primeiros discos.

## Discografia
- Nosso presidente continua/Apaguei o nome dela
- A filha do cacique
- Vasco da Gama
- Conversa pra siri/Do mundo nada se leva
- Vingança do padeiro/Samba de 42
- A Maria cochilou/Olha o jeito